# Berlandia longipes
Berlandia longipes is een spinnensoort in de taxonomische indeling van de jachtkrabspinnen (Sparassidae).
Het dier behoort tot het geslacht Berlandia. De wetenschappelijke naam van de soort werd voor het eerst geldig gepubliceerd in 1921 door Roger de Lessert.